# 愛の劇場〜男と女はトメラレナイ〜
『愛の劇場〜男と女はトメラレナイ〜』（あいのげきじょう おとことおんな- ）は、NHK教育テレビのテレビ番組である。

## 概要
オペラや歌舞伎、文楽の作品の男女関係を題材にしたトーク番組であり、司会の夏木マリとゲスト2人のトーク、とりあげられた作品のあらすじ、夏木の寸劇などで構成される。放送時間は金曜日午後10時25分から10時50分である。再放送は、金曜日午前5時35分から6時に放送される。

## 各回のテーマと出演者
2009年
- 7月27日：「カルメン」
ゲスト：YOU、マツコ・デラックス[1]

2010年
- 4月16日・8月06日：「"トゥーランドット"の恋」
ゲスト：室井佑月、サヘル・ローズ
- 4月23日・8月13日：「"ばらの騎士"の恋」
ゲスト：国生さゆり、マリエ
- 4月30日：「"ドン・ジョヴァンニ"の恋」
ゲスト：パンツェッタ・ジローラモ、室井佑月
- 5月07日・8月20日：「"マノン・レスコー"の恋」
ゲスト：鴻上尚史、光浦靖子
- 5月14日：「"トリスタンとイゾルデ"の恋」
ゲスト：森公美子、椿姫彩菜
- 5月21日：「"トスカ"の恋」
ゲスト：小森純、杏子
- 5月28日：「"ボエーム"の恋」
ゲスト： 有坂来瞳、MEGUMI
- 6月04日・8月27日：「"アイーダ"の恋」
ゲスト：室井佑月、山口もえ
- 6月11日：「蝶々夫人」
ゲスト：安めぐみ、小原正子
- 6月18日：「心中天網島」
出演：坂下千里子
- 6月25日：「籠釣瓶花街酔醒」
ゲスト：大島美幸、ますいさくら
- 7月02日・9月03日：「妹背山婦女庭訓」
ゲスト：羽野晶紀、篠原ともえ
- 7月09日・9月10日：「番町皿屋敷」
ゲスト：大久保佳代子、磯山さやか
- 7月16日・9月17日：「東海道四谷怪談」
ゲスト：磯野貴理、石川梨華
- 7月23日：「通小町（七小町）」
ゲスト：IKKO、西川史子
- 7月30日：「"椿姫"の恋」
ゲスト：室井佑月、椿姫彩菜